# Sauðfell
Sauðfell är ett berg i republiken Island. Det ligger i regionen Austurland, 400 km öster om huvudstaden Reykjavík. Toppen på Sauðfell är 553 meter över havet.
Trakten runt Sauðfell är nära nog obefolkad, med mindre än två invånare per kvadratkilometer. Närmaste större samhälle är Neskaupstaður, omkring 14 kilometer söder om Sauðfell. Trakten runt Sauðfell består i huvudsak av gräsmarker.